# José-María de Heredia
José-María de Heredia (22. listopadu 1842 Fortuna Cafeyere, Kuba – 3. října 1905 Bourdonné, Francie) byl francouzský básník kubánského původu.

## Život a dílo
Narodil se ve Fortuna Cafeyere poblíž kubánského města Santiago de Cuba, jeho předkové byli francouzského původu. Když měl osm let, odešel ze Západní Indie do Francie, v sedmnácti se vrátil do Havany a krátce nato definitivně přesídlil do Francie. Ve městě Senlis získal klasické křesťanské vzdělání, později studoval na pařížské škole École nationale des chartes.
Na konci 60. let 19. století patřil k skupině básníků, ke které patřili například François Edouard, Joachim Coppée, René François, Armand Sully-Prudhomme nebo Paul Verlaine a kteří, následujíc básnický odkaz Leconta de Lisle, tak založili parnasistické hnutí. Sám Heredia psal a publikoval velmi málo, nejvýznamnějším a v podstatě jediným jeho dílem, které jej proslavilo, ještě když existovalo pouze v rukopisní formě, je Les Trophées, sbírka sonetů a několika delších básní z roku 1893. Vydání na jeho žádost ilustroval jeho přítel, impresionistický výtvarník Ernest Jean-Marie Millard de Bois Durand.
V roce 1893 mu bylo uděleno francouzské občanství a o rok později byl přijat do Francouzské akademie, i když objem jeho dosavadní tvorby byl mimořádně malý. Kromě jeho známé básnické sbírky k ní patřily pouze dva překlady a několik málo kousků příležitostné poezie.
V roce 1901 se stal knihovníkem v pařížské Bibliothèque de l'Arsenal. Krátce před svou smrtí připravil kritické vydání prací Andrého Chéniera. Zemřel v roce 1908 na zámku v obci Bourdonné v bývalém departementu Seine-et-Oise.